# Atletiek op de Paralympische Zomerspelen 2024 - 1500 m vrouwen T11
De 1500 meter voor vrouwen klasse T11 op de Paralympische Zomerspelen 2024 vond plaats op 1 september (series) en 2 september (finale) in het Stade de France. Deze klasse is voor blinde atletes die volledig blind zijn of licht waarnemen, maar niet in staat zijn om de vorm van een hand op enige afstand te zien. T11 atletes lopen meestal met een gids. De winnares van 2020 was Mónica Olivia Rodríguez uit Mexico die in 2024 door Yayesh Gate Tesfaw uit Ethiopië werd opgevolgd. de Chinese He Shanshan behaalde het zilver en Louzanne Coetzee uit Zuid-Afrika won de bronzen medaille.

## Records
Voorafgaand aan het toernooi waren dit de wereldrecords en Paralympische records.
| Wereldrecord        | Ethiopië Yayesh Gate Tesfaw    | 4:31.77 | Kobe  | 18 mei 2024      |
| Paralympisch record | Mexico Mónica Olivia Rodríguez | 4:37.40 | Tokio | 30 augustus 2021 |

## Series
De winnaars van de series kwalificeerden zich direct voor de finale. Van de overgebleven atletes kwalificeerden bovendien de drie snelste zich voor de finale.

#### Serie 1
| Rang | Naam                                       | Naam | Tijd    | Bijz. |
| ---- | ------------------------------------------ | ---- | ------- | ----- |
| 1    | Yayesh Gate Tesfaw Kindu Girma (gids)      | ETH  | 4:46.34 | Q     |
| 2    | Mary Njoroge James Boit (gids)             | KEN  | 4:50.42 | q, SB |
| 3    | Neri Mamani Quispe Aldo Cusi Huaman (gids) | PER  | 4:59.74 | PB    |
| 4    | Irene Suárez Delgado Victor Mendez (gids)  | VEN  | 5:07.13 | PB    |
| 5    | Gulnaz Zhuzbaeva Iuliia Fernias (gids)     | KGZ  | 6:11.36 | PB    |

### Serie 2
| Rang | Naam                                                    | Naam | Tijd    | Bijz. |
| ---- | ------------------------------------------------------- | ---- | ------- | ----- |
| 1    | Nancy Chelangat Koech Geoffrey Rotich (gids)            | KEN  | 4:55.24 | Q, SB |
| 2    | Joanna Mazur Michal Stawicki (gids)                     | POL  | 4:56.30 | q     |
| 3    | Mónica Olivia Rodríguez Pablo Rodriguez Comparan (gids) | MEX  | 5:00.23 | SB    |
| 4    | Camila Muller Marcos Silva dos Santos (gids)            | BRA  | 5:03.01 | PB    |

### Serie 3
| Rang | Naam                                       | Naam | Tijd    | Bijz. |
| ---- | ------------------------------------------ | ---- | ------- | ----- |
| 1    | He Shanshan You Junjie (gids)              | CHN  | 4:44.66 | Q     |
| 2    | Louzanne Coetzee Erasmus Badenhorst (gids) | RSA  | 4:45.25 | q, SB |
| 3    | Priscah Jepkemei Kenneth Lagat (gids)      | KEN  | 5:03.11 |       |
| 4    | Rakshitha Raju Rahul Balakrishna (gids)    | IND  | 5:29.92 |       |

## Finale
| Rang   | Naam                                         | Naam | Tijd    | Bijz. |
| ------ | -------------------------------------------- | ---- | ------- | ----- |
| Goud   | Yayesh Gate Tesfaw Kindu Girma (gids)        | ETH  | 4:27.68 | WR    |
| Zilver | He Shanshan You Junjie (gids)                | CHN  | 4:32.82 |       |
| Brons  | Louzanne Coetzee Erasmus Badenhorst (gids)   | RSA  | 4:35.49 | PB    |
| 4      | Mary Njoroge James Boit (gids)               | KEN  | 4:41.48 | PB    |
| 5      | Nancy Chelangat Koech Geoffrey Rotich (gids) | KEN  | 4:45.10 | SB    |
| 6      | Joanna Mazur Michal Stawicki (gids)          | POL  | 4:59.71 |       |